# روب إل. فاغنر
روب إل. فاغنر (بالإنجليزية: Rob L. Wagner)‏ هو صحفي أمريكي، ولد في 1954.